# Кудринецкий замок
Живописные руины Кудрине́цкого за́мка (укр. Кудрине́цький за́мок) расположены на вершине высокого крутого холма на правом берегу реки Збруч в селе Кудринцы Чортковского района Тернопольской области Украины в 25 км западнее Каменец-Подольского.

## История
Замок построен магнатами Гербуртами в начале XVII века из песчаника, в плане представляет собой неправильный четырёхгранник с тремя угловыми башнями. Благодаря рельефу имел хорошую природную защиту с трех сторон. Наиболее неприступной была восточная сторона замка, находящаяся над крутым обрывом над рекой. Основным узлом обороны являлась северная сторона, выходящая к плоскогорью и защищавшаяся рвом, валом и двумя башнями, одна из которых, четырёхгранная в плане, была надвратной. Второй въезд в виде арочного проема находился в южной стене. Жилое здание располагалось вдоль восточной стены замка.
В 1648 году замком без боя овладели отряды казаков под предводительством Максима Кривоноса. В конце XVII века, в ходе Польско-турецкой войны (1672—1676), замок дважды захватывали турки. Начиная с XIX века замок постепенно приходит в упадок. До нашего времени сохранились: южная, западная и северная стены; часть объёма южной пятигранной башни на высоту трех ярусов; северо-западная шестигранная в плане башня; часть надвратной башни.

## Галерея

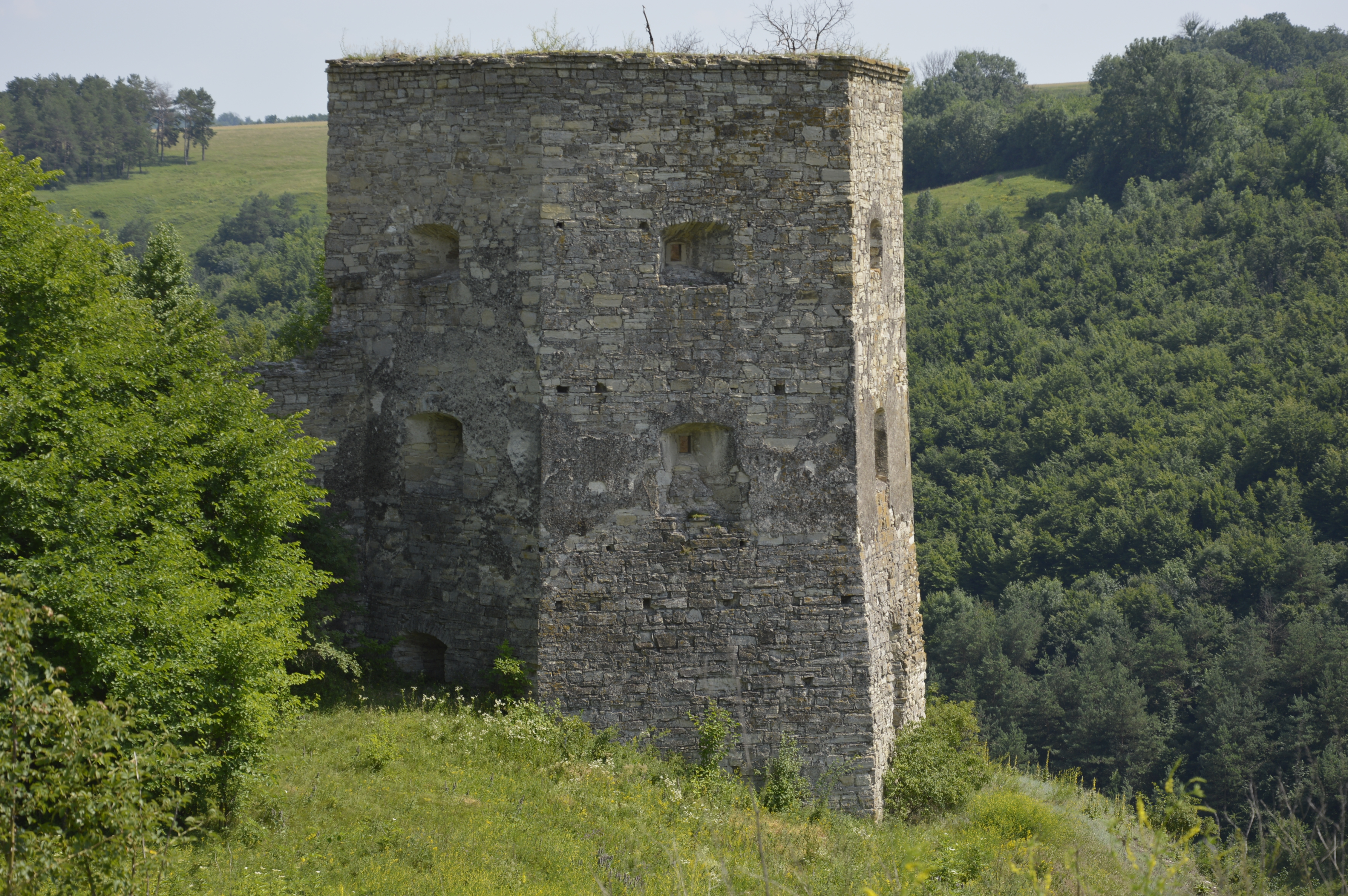
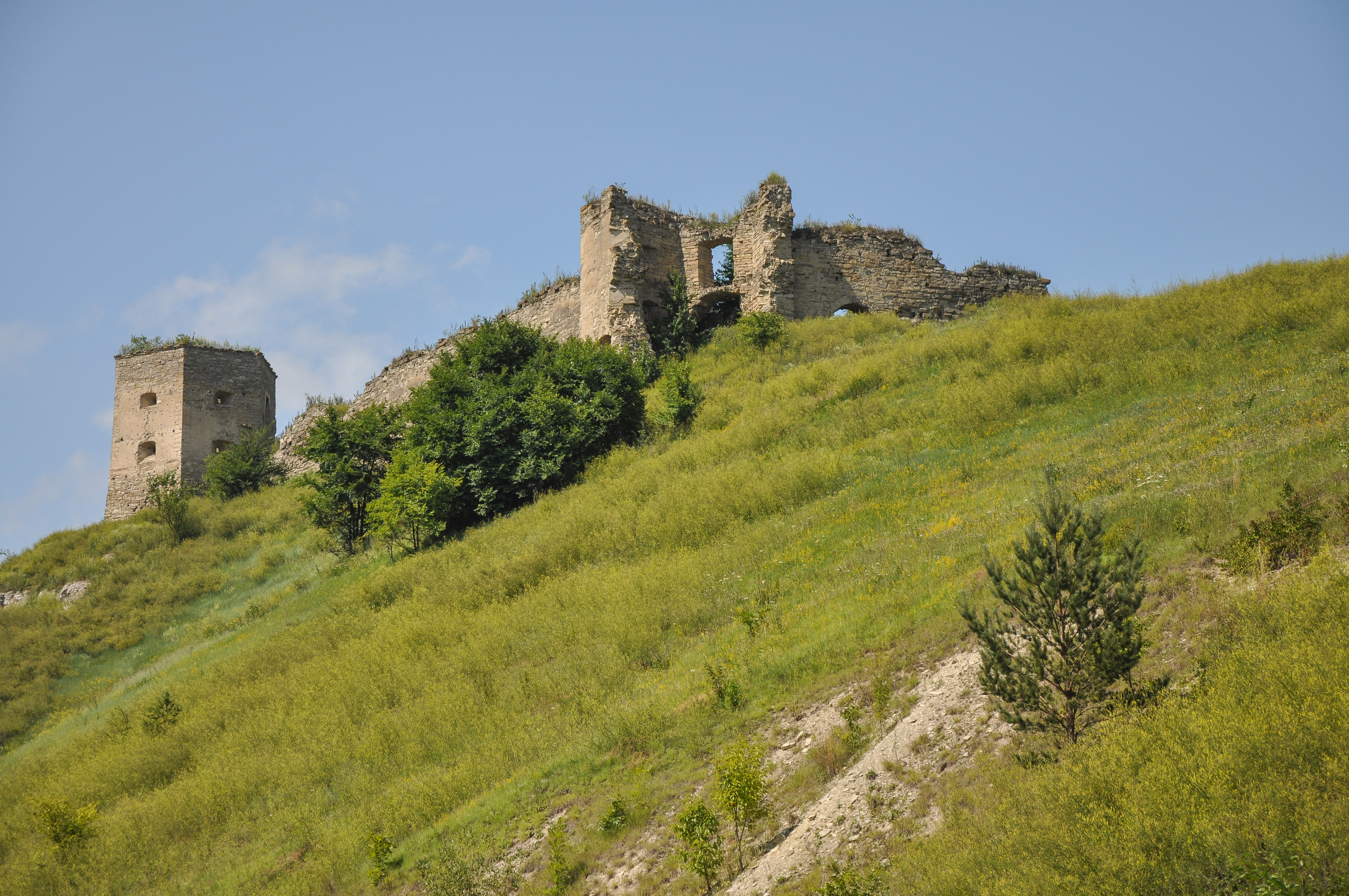
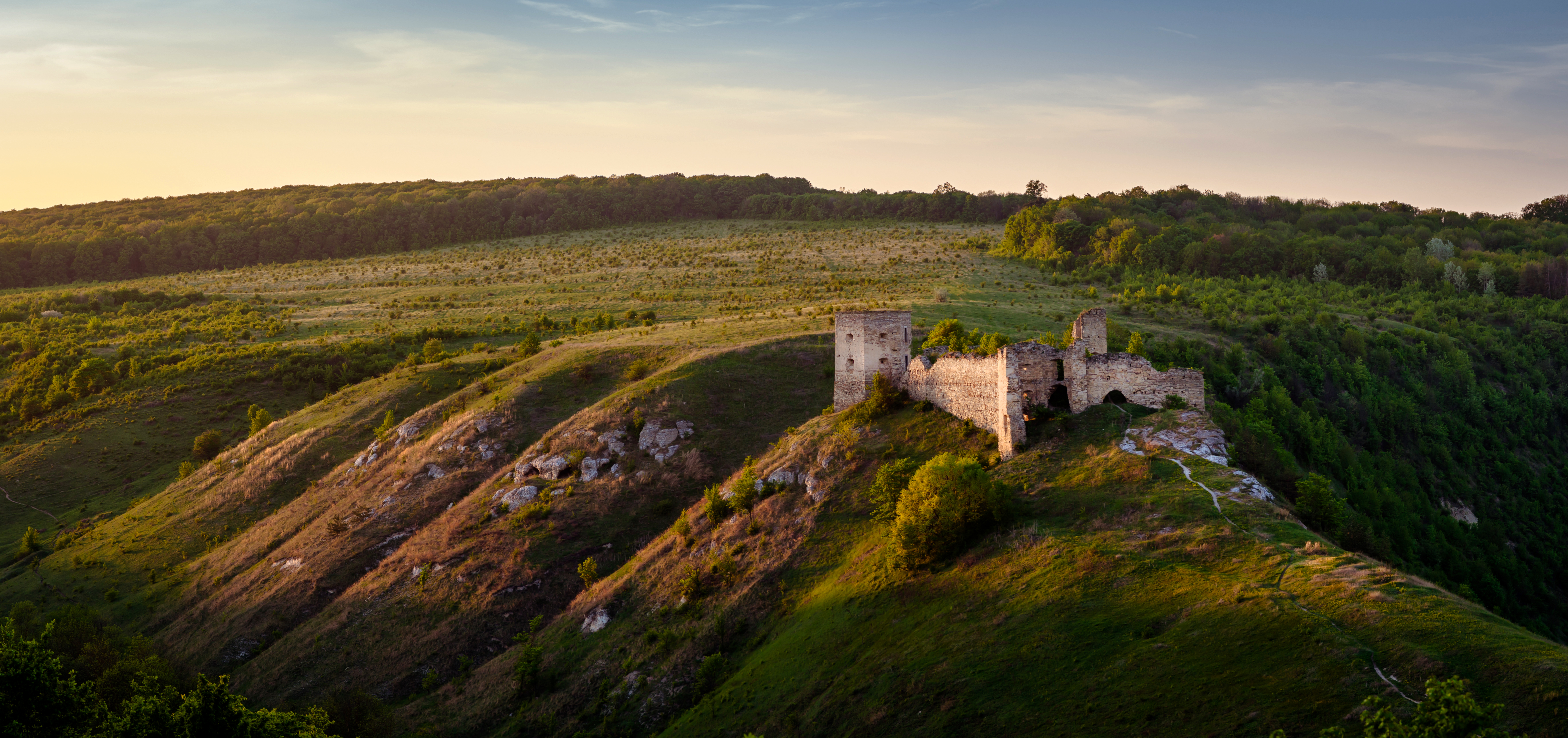
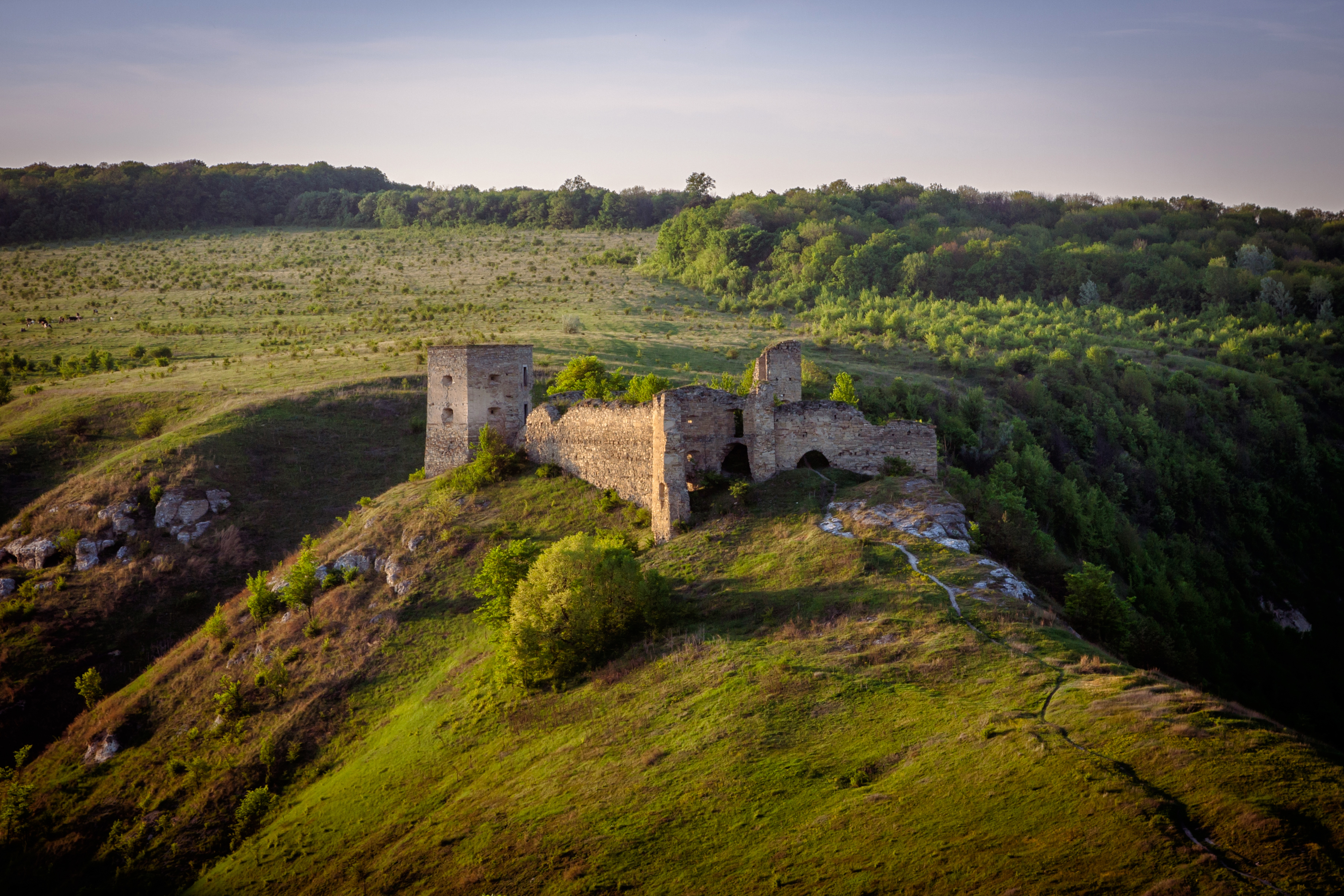
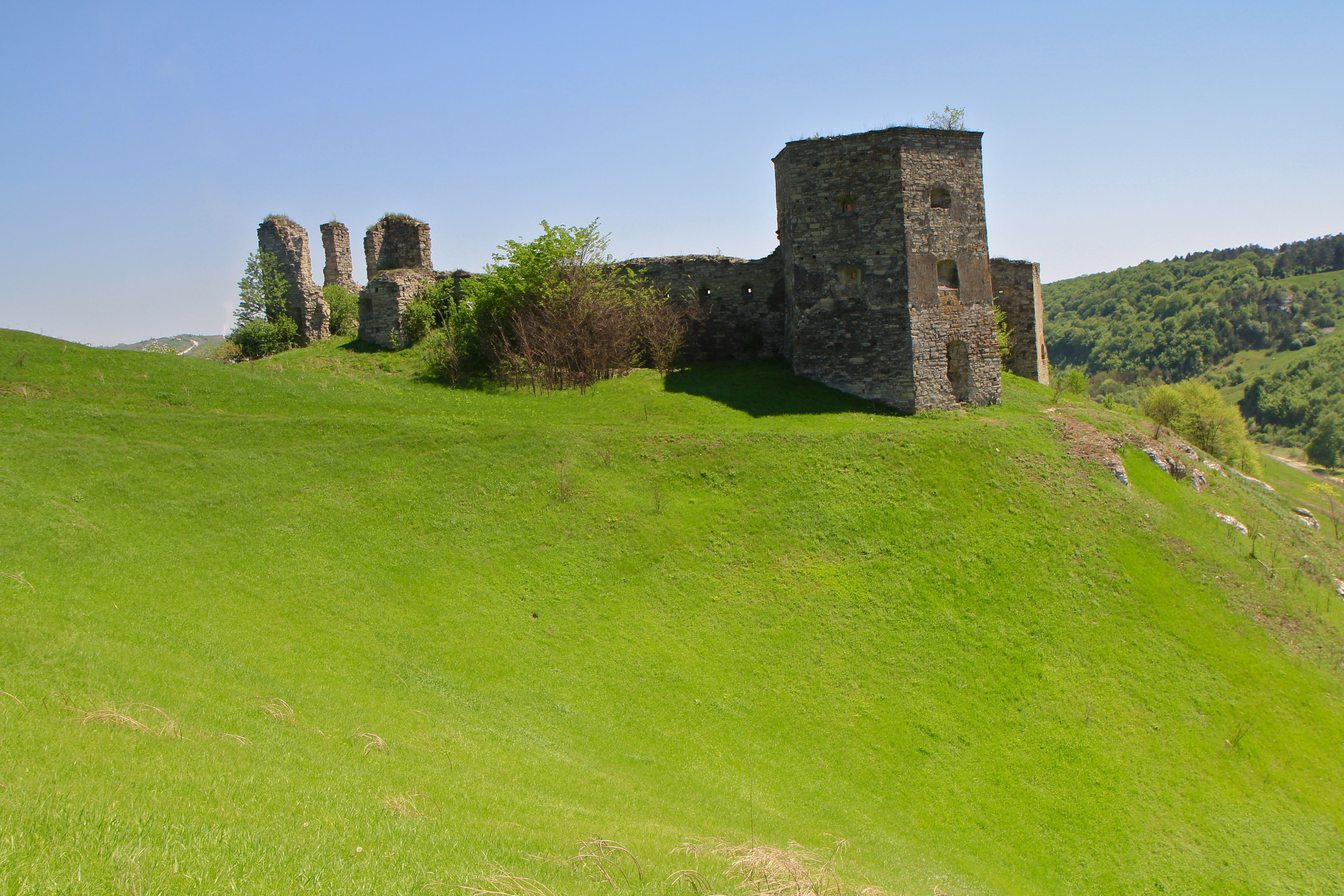